# Бороздинка
Бороздинка — село в Альменевском районе Курганской области России. Административный центр Бороздинского сельсовета.

## География
Село находится на юго-западе Курганской области, в пределах южной части Западно-Сибирской равнины, в лесостепной зоне, на берегах озёр Бороздинка, Асайдыкуль, Амиткуль (Алиткуль, Умиткуль, Умеркуль) и пруда, на расстоянии 42 километров (46 км по автодороге) к западу-юго-западу (WSW) от села Альменево, административного центра района и в 165 км (193 км  по автодороге) к юго-западу от города Кургана. Абсолютная высота — 183 метра над уровнем моря.
Климат
Климат характеризуется как континентальный с недостаточным увлажнением, холодной малоснежной зимой и тёплым сухим летом. Средняя многолетняя температура самого холодного месяца (января) составляет −17,7°С, температура самого тёплого (июля) — +25,2°С. Среднегодовое количество осадков — 370—380 мм. Снежный покров держится в течение 150—160 дней в году.

## История
Хутор Бороздинка основан в начале XX века, относился к Сарт-Калмыкской волости Челябинского уезда Оренбургской губернии. Оборочная статья № 12 (Кобылинская), основана в конце XIX века в Катайской волости того же уезда, на землях, сданных башкирами из д. Мурзабаево в аренду русским крестьянам. Жители были переселенцами из Тамбовской губернии. В 1916 году в Статье № 12 была 1 лавка.
В начале лета 1918 года была установлена белогвардейская власть (26 мая белочехи захватили г. Челябинск, 4 июня — станцию Шумиха). 
15 июля 1919 года на Восточном фронте 1-й Симбирский рабочий полк у д. Парамоново вёл ожесточенный бой с белоказаками. Бой длился 20 часов и закончился разгромом белых. В бою погиб командир полка Космовский и его помощник Фокин.
В 1919 году образованы Мурзабаевский сельсовет, в состав которого вошла заимка Бороздинка и Ильясовский сельсовет, в состав которого вошла деревня Кобылинская (статья № 12). 
Постановлениями ВЦИК от 3 и 12 ноября 1923 года образован Челябинский округ Уральской области. Мурзабаевский сельсовет вошёл в Яланский район этого округа, а Ильясовский сельсовет — в Катайский район этого же округа. 3 октября 1926 года Ильясовский сельсовет переименован в Искандаровский сельсовет. По данным на 1926 год деревня Кобылинская и заимка Бородина состояли из 82 хозяйств.
В 1928 году поселения объединились, появилось село Бороздинка, была организована сельхозартель из 57 дворов.
Бороздинский сельсовет образован в 1930-х годах в Ялано-Катайском районе Челябинской области.
Указами Президиума Верховного Совета РСФСР от 12 ноября и 17 декабря 1940 года Ялано-Катайский район разделён на Альменевский и Сафакулевский районы. Бороздинский сельсовет вошёл в состав Альменевского района.
В феврале 1957 года был организован Бороздинский мясо-молочный совхоз. Директором назначен Павел Алексеевич Едемский. В 1957 году план по продаже хлеба был выполнен на 200 %. В 1965 году за достижение наиболее высоких показателей в производстве животноводческой продукции совхоз «Бороздинский» занесен на областную доску Почёта и награжден Почётными грамотами обкома КПСС и облисполкома, директор совхоза П.А. Едемский был награжден Орденом Трудового Красного Знамени.

## Население
| 1916 | 1926 | 1989 | 2002 | 2010 | 2012 | 2013 |
| ---- | ---- | ---- | ---- | ---- | ---- | ---- |
| 62   | ↗163 | ↗816 | ↘509 | ↘326 | ↘320 | →320 |
| 2014 |      |      |      |      |      |      |
| →320 |      |      |      |      |      |      |

Численность населения с учётом населённых пунктов, включённых в состав села.
| Наименование                       | 1891 | 1901 | 1916 | 1926 |
| ---------------------------------- | ---- | ---- | ---- | ---- |
| Бороздинка                         | —    | —    | 62   | 163  |
| Оброчная статья № 12 (Кобылинская) | 258  | 120  | 195  | 266  |
| Итого                              | 258  | 120  | 227  | 429  |

Гендерный состав
По данным Всероссийской переписи населения 2010 года в гендерной структуре населения мужчины составляли 46 %, женщины — соответственно 54 %.
Национальный состав
По переписи населения 1926 года на заимке Бороздинка и в деревне Кобылинской (статья № 12) все русские.
Согласно результатам Всероссийской переписи населения 2002 года, в национальной структуре населения русские составляли 58 %, башкиры — 35 %.

## Общественно-деловая зона
- Бороздинский сельский дом культуры
- МКОУ «Бороздинская средняя общеобразовательная школа», создана 1 сентября 1969 года[10].
- Бороздинская школа-интернат
- МКДОУ «Бороздинский детский сад», открыт в 1959 году, в 1962 году и в 1987 году переводился в новое здание[11].
- Бороздинский фельдшерско-акушерский пункт
- Почта
- Стела погибшим в годы Великой Отечественной войны, открыта в 1975 году. Бетонная стела с изображением ордена Отечественной войны и цифрами 1941—1945 и рельефным изображением солдата с автоматом, в военной форме и каске. На стеле надпись «Вечная память героям» и фамилии погибших в годы Великой Отечественной войны. Рядом расположена стела с надписью «Никто не забыт, ничто не забыто» и фамилиями[12].

## Улицы
Уличная сеть населённого пункта состоит из девяти улиц.